# 阿纳托利·热列兹尼亚科夫
阿纳托利·格里戈里耶维奇·热列兹尼亚科夫（俄语：Анатолий Григорьевич Железняков；1895年5月2日—1919年7月26日），俄国波罗的海舰队水兵、十月革命参加者、坚定的无政府主义者，苏俄第1骑兵连连长、苏俄内战时装甲列车旅指挥员。

## 生平
生于莫斯科省费多斯科诺的一个贫农家庭。父亲是地主庄园的仆役，1918年5月去世。母亲于1927年去世。有一个姐姐亚历山德拉，两个弟弟尼古拉于维克托。尼古拉是水兵、无政府主义者。维克托是伏龙芝列宁格勒海军学校1926年第一届毕业生，后在波罗的海舰队任舰长。 
1912年4月作为列福尔托沃军医助理学校的学生，因拒绝参加祝贺沙皇的游行而被开除。后入学喀琅施塔得航海学校。在博戈羅茨克莫罗佐夫的一家纺织厂药房工作。当时其家庭已经搬到这里。然后到敖德萨做港口工人，后到一支商船队担任防火员。1915年夏季，担任Лист, Густав Иванович炮弹工厂的机械师，同时开展地下宣传工作。 1915年10月应召入伍，在第二波罗的海舰队机械学校。1916年6月担心被捕而逃亡，直至二月革命爆发后在波罗的海舰队的后勤船担任防火员与助理管轮。作为坚定的无政府主义者，不支持临时政府并经常在集会上发言。1917年5月，当选为第一届波罗的海舰队水兵苏维埃（即波罗的海舰队中央委员会）成员。1917年6月，保卫无政府主义者占据的杜尔诺沃庄园抵抗步兵与哥萨克进攻的战斗中被捕，被判处14年苦役。但于1917年9月6日逃出十字架监狱。当选为第二次全俄罗斯苏维埃代表大会的波罗的海舰队中央委员会代表。 
积极参加了十月革命武装起义，领导一支赤卫队攻占了海军部大楼，攻打冬宫，参加海军革命委员会以取代舰队中央委员会，抗击克拉斯诺夫将军在彼得格勒近郊的起义。
1917年11月13日共450人，装备了2列装甲列车、4辆装甲车、40挺机枪、2部探照灯、1个发电站的水兵特遣队从彼得格勒出发，前往莫斯科、哈尔科夫推动苏维埃夺权，并在别尔哥罗德与丘古耶夫与俄军突击部队交战。特遣队司令员尼古拉·霍夫林，副司令员阿纳托利·格里戈里耶维奇·热列兹尼亚科夫，参谋长亚历山大·伊尔因-热涅夫斯基，政委伊万·彼德罗维奇·巴弗罗诺夫斯基。
1917年12月后半月，霍夫林水兵特遣队部分人员回到彼得格勒，解决了第2波罗的海舰队人员。作为布尔什维克最忠诚的武装，水兵特遣队被派到塔夫利达宫担任全俄立宪大会的会场警卫，热列兹尼亚科夫是警卫队长。1918年1月5日上午立宪会议召开。当天下午4点，立宪会议在塔夫利达宫召开。布尔什维克党团见左右不了立宪会议，便与左派社会革命党联合决定退出立宪会议。布尔什维克的海军人民委员费多尔·拉斯科尔尼科夫在立宪会议上宣读了一个声明，随即率布尔什维克代表团与左派社会革命党代表团退出会场。 立宪会议一直继续开到次日凌晨4点20分，立宪会议的警卫队长热列兹尼亚科夫走进会场、走上台对会议主席说：“警卫们都累了。请停止会议，回家吧。”（“ Караул устал. Прошу прекратить заседание и разойтись по домам.”）会议主席、社会革命党主席切尔诺夫于是便匆匆宣读了该党拟的“土地法”和其他重要决议草案，然后让代表们散会，并决定在当日（1月6日）下午5点再度集会。等到下午5点钟再去，却发现宫殿被锁上了，门口贴着布尔什维克政府解散立宪会议的布告。
热列兹尼亚科夫及其警卫队也担任了1918年1月23日至31日召开的第三次全俄罗斯苏维埃代表大会的会场警卫。热列兹尼亚科夫还以彼得格勒要塞选为大会的代表。会后，热列兹尼亚科夫成为抗击罗马尼亚干涉最高委员会的成员，负责把被包围在多瑙河地区的俄军与舰船撤出。热列兹尼亚科夫携带了活动经费500万卢布赶到敖德萨，乘坐驱逐舰“Дерзкий”赶到多瑙河区舰队所在的维尔科沃。2月中旬回到敖德萨时，领导一支水兵部队参与对城市的戒严，逮捕敌对分子，没收罗马尼亚舰船，并在许多集会上演讲。
1918年3月，《布列斯特和约》签订后，被任命为博祖利筑垒地域司令员，下辖大批后备役与现役部队。根据南方面军司令员弗拉基米尔·安东诺夫-奥夫谢延科的直接命令，热列兹尼亚科夫领导一支水兵与红军战士组成的1500人的部队抵抗德奥军队进攻，掩护俄军撤下后方。
回到彼得格勒后，担任海军总参谋部政治部成员。1918年6月中旬再次被派往前线，在察里津地区的步兵第16师师长瓦西里·伊斯德罗维奇·基克维泽指挥下的步兵第一团团长，与彼得·尼古拉耶维奇·克拉斯诺夫的顿河哥萨克白军展开了苦战。
1918年秋季，与供应部门负责该战线的军事专家发生冲突。被撤销团长职务，尼古拉·波德沃伊斯基要逮捕他。但得到了师长基克维泽说情后，返回莫斯科。
娶了伊莲娜·尼古拉耶夫娜·温德为妻。其岳父是在红军担任教官的前沙皇上校。 
1918年10月，化名维克托，被派往敖德萨开展地下工作。在一家船舶修理厂担任机师，被选为海员工会理事，开展鼓动工作。红军逼近时发动了武装起义。1919年4月16日红军攻占敖德萨后，担任海员工会主席。
1919年5月初，重新上前线担任尼古拉·阿奇莫维奇·库德亚科夫装甲列车的指挥员。1919年5月至6月镇压了反苏维埃的格里戈利耶夫斯科耶暴乱。1919年7月在反邓尼金战线，参加了扎波罗热与叶卡捷林娜斯拉夫附近的战斗。
1919年7月25日，在与安德烈·什库罗白军战斗时，热列兹尼亚科夫指挥的装甲列车在沃克霍夫谢沃站中伏。战斗最后时刻，装甲列车几乎逃出了伏击的时候，热列兹尼亚科夫胸部中弹。7月26日死在皮亚季哈特基。
1919年8月3日，一辆装甲汽车载着装有热列兹尼亚科夫遗骸的棺椁，在大批革命水兵、战友、同志、亲朋的护送下，以全套军人礼仪安葬在瓦甘科沃公墓。

## 纪念
纪念碑：
- 家乡费多斯科诺（俄语：Федоскино (Московская область)）
- 多爾戈普魯德內
- 諾金斯克
- 喀琅施塔得
- 車里雅賓斯克
- 韋爾霍夫采沃
- 皮亚季哈特基，位于第聂伯罗彼得罗夫斯克州

以其命名的地名：
- 莫斯科的水兵热列兹尼亚科夫林荫大道（俄语：Бульвар Матроса Железняка）；
- 利佩茨克的街道；
- 别尔哥罗德的街道
- 顿涅茨克的街道
- 扎波罗热的街道
- 伊兹梅尔的街道
- 梅利托波尔的街道
- 尼古拉耶夫的街道
- 塞瓦斯托波尔的街道
- 哈尔科夫的街道
- 多爾戈普魯德內的街道
- 皮亚季哈特基的街道
- 哈巴罗夫斯克的街道
- 诺金斯克-9（俄语：Ногинск-9）的水兵热列兹尼亚科夫街
- 伏尔加格勒州埃兰的水兵热列兹尼亚科夫街
- 圣彼得堡的水兵热列兹尼亚科夫街
- 苏梅的水兵热列兹尼亚科夫街
- 赫尔松的水兵热列兹尼亚科夫街
- 加里宁格勒的水兵热列兹尼亚科夫街
- 克拉斯诺亚尔斯克的水兵热列兹尼亚科夫街
- 车里雅宾斯克州的瓦赫魯舍沃的热列兹尼亚科夫街

韋爾霍夫采沃的第二中学、第聂伯河沿岸铁路局的铁路车站(1966–2017; 现名Erastovka), 一列装甲列车, 赫尔松港的一艘蒸汽船，一艘夏伯阳级巡洋舰、一艘驱逐舰，一个中队的驱逐机，一条江河炮艇，一艘扫雷舰均以其命名。 

## 文化影响
热列兹尼亚科夫在苏联著名歌曲“游击队员热列兹尼亚科夫”（1936年，作曲马特维·勃兰切尔，作词米哈伊尔·西蒙诺维奇·戈罗德尼）：
```
 "在赫尔松附近的草原 - 高草,
  在赫尔松附近的草原 - 坟丘.
  他躺在坟丘里，草在生长，
  水兵热列兹尼亚科夫，游击队员"
```

稍早些，1935年米哈伊尔·戈罗德尼作词的另外一首同名歌曲，由谢尔盖·普罗科菲耶夫作曲（op. 66 No. 1.）。但没有上一首那么流行。
1985年电影《水兵热列兹尼亚科夫》
1938年电影《维堡那边》，水兵热列兹尼亚科夫说了“卫兵累了”这句话导致制宪会议被关闭。
很长时期，热列兹尼亚科夫的形象就是水兵侧身像，肩挎机枪弹带。